# Idioma turco de Jorasán
El idioma turco de Jorasán (Xorasan Türkçesi, Persa: تركي خراساني Torki Khorasani) es un idioma túrquico. Se habla en el norte de Jorasán en Irán. Es posible que el dialecto oghuz del idioma uzbeko sea un dialecto del turco de Jorasán.
Como muchos otros idiomas de Irán, el turco de Jorasán ha sido influido por el persa en su gramática y vocabulario.
- Datos: Q35373